# Геодезическая

Геодезическая линия на поверхности трёхосевого эллипсоида

Геодези́ческая (также геодезическая ли́ния) — кривая определённого типа, обобщение понятия «прямая» для искривлённых пространств.
Конкретное определение геодезической линии зависит от типа пространства. Например, на двумерной поверхности, вложенной в евклидово трёхмерное пространство, геодезические линии — это линии, достаточно малые дуги которых являются на этой поверхности кратчайшими путями между их концами. На плоскости это будут прямые, на круговом цилиндре — винтовые линии, прямолинейные образующие и окружности, на сфере — дуги больших окружностей.
Геодезические линии активно используются в релятивистской физике. Так, пробное тело в общей теории относительности движется по геодезической линии пространства-времени. По сути, временна́я эволюция всех лагранжевых систем может рассматриваться как движение по геодезической в специальном пространстве. Таким образом представима вся теория калибровочных полей.

## Дифференциальная геометрия

### Многообразия с аффинной связностью
В многообразиях с аффинной связностью {\displaystyle \nabla } геодезическая — это кривая {\displaystyle \gamma (t)}, удовлетворяющая уравнению
{\displaystyle \nabla _{\dot {\gamma }}{\dot {\gamma }}=0.}
В координатном виде можно переписать это уравнение, используя символы Кристоффеля:
{\displaystyle {\frac {d^{2}x^{\lambda }}{dt^{2}}}+\Gamma _{~\mu \nu }^{\lambda }{\frac {dx^{\mu }}{dt}}{\frac {dx^{\nu }}{dt}}=0,}
где {\displaystyle x^{\mu }(t)} — координаты кривой.
Иными словами, кривая является геодезической, если параллельно переносимый вдоль неё вектор, бывший касательным к кривой в начальной точке, остаётся касательным везде.

### Римановы и псевдоримановы многообразия
В римановых и псевдоримановых пространствах геодезическая определяется как критическая кривая интеграла энергии:
{\displaystyle E(\gamma )=\int \limits _{\gamma }g{\big (}\gamma (t),{\dot {\gamma }}(t){\big )}\,dt,}
здесь {\displaystyle \gamma (t)} — кривая в пространстве, {\displaystyle g} — метрика.
(В физике этот интеграл принято называть интегралом действия.)
Это условие эквивалентно тому, что:
{\displaystyle \nabla _{\dot {\gamma }}{\dot {\gamma }}=0}
вдоль всей кривой, где {\displaystyle \nabla } обозначает связность Леви-Чивиты.

## Метрическая геометрия
В метрических пространствах геодезическая определяется как локально кратчайшая с равномерной параметризацией (часто с натуральным параметром).
Согласно лемме Гаусса, для римановых многообразий это определение задаёт тот же класс кривых, что и дифференциально-геометрическое определение, приведённое выше.

## Использование в физике
Геодезические линии активно используются в релятивистской физике.
Например, траектория свободно падающего незаряжённого пробного тела в общей теории относительности и вообще в метрических теориях гравитации является геодезической линией наибольшего собственного времени, то есть времени, измеряемого часами, движущимися вместе с телом.
Часто физическую теорию, обладающую действием или выраженную в гамильтоновой форме, можно переформулировать как задачу отыскания геодезических линий на некотором римановом или псевдоримановом многообразии.